# Isophya miksici
Isophya miksici är en insektsart som beskrevs av Peshev 1985. Isophya miksici ingår i släktet Isophya och familjen vårtbitare. Inga underarter finns listade i Catalogue of Life.